# 惡之教典
《惡之教典》（日語：悪の教典）是日本作家貴志祐介撰寫的小說。在《別册文藝春秋》2008年7月號〈276號〉至2010年7月號〈288號〉連載。2010年7月30日由文藝春秋發行單行本；2011年11月5日由文藝春秋發行新書版，收錄單行本未收錄的2話；2012年8月10日由文春文庫發行文庫版，收錄同2話。
描述連環殺手老師所引起的事件的心理恐怖作品。第1回山田风太郎奖得獎作、第144回直木獎候補作、第32回吉川英治文學新人獎候補作、2011年書店大獎提名作。
2012年漫畫化、同年電影化。

## 作品簡介
在一個有著不良少年學生和怪物家長、集團作弊、教師淫亂問題的東京都町田市私立高中工作的導師蓮實聖司，開始了他的殺人計畫…
文化祭的前日，蓮實用獵槍殺死在學校過夜的學生，一場血腥的慘案開始了…

## 登場人物

### 晨光學院町田高校職員
蓮實 聖司 （はすみ せいじ）
演員：伊藤英明
主角。32歳。晨光町田的英語科教師，深受學生歡迎(特別是女學生)，在教師之間也頗具人望。但其實有反社會人格障礙，理想是在學校建立一個屬於自己的王國，而他所認定會阻礙他的人以殺人方式予以剷除，不然就是設局讓他的目標在學校沒有立足之地。
| 角色                        | 演員                              | 備註           |
| 酒井 宏樹 さかい ひろき     | 篠井英介                          | 副校長。       |
| 真田 俊平 さなだ しゅんぺい | 山中崇                            | 數學科教師。   |
| 田浦 潤子 たうら じゅんこ   | 高岡早紀（序章） 小島聖（電影版） | 保健室教師。   |
| 水落 聰子 みずおち さとこ   | 中越典子（序章）                  | 心理諮詢教師。 |
| 園田 勲 そのだ いさお       | 高杉亘（序章）                    | 體育科教師。   |
| 柴原 徹朗 しばはら てつろう | 山田孝之                          | 體育科教師。   |
| 釣井 正信 つりい まさのぶ   | 吹越滿                            | 物理科教師。   |
| 堂島 智津子 どうじま ちづこ | 池谷伸惠                          | 國語科教師。   |
| 久米 剛毅 くめ たけき       | 平岳大                            | 美術科教師。   |
| 灘森 正男 なだもり まさお   | 岩松了                            | 校長。         |

### 晨光學院町田高校學生
| 角色                            | 演員       | 備註                   |
| 2年1班男學生                    |            |                        |
| 早水 圭介 はやみ けいすけ       | 染谷将太   | 電影版登場。           |
| 2年4班女學生                    |            |                        |
| 片桐 怜花 かたぎり れいか         | 二階堂富美 | 電影版登場。           |
| 安原 美彌 やすはら みや         | 水野繪梨奈 | 電影版登場。           |
| 阿部 美咲 あべ みさき           | 小島藤子   | 電影版登場。           |
| 小野寺 楓子 おのでら ふうこ     | 夏居瑠奈   | 電影版、電視劇皆登場。 |
| 去來川 舞 いさがわ まい         | 林櫻       | 電影版登場。           |
| 牛尾 圓香 うしお まどか         | 神崎玲奈   | 電影版、電視劇皆登場。 |
| 柏原 亞里 かしわばら あり       | 秋月成美   | 電影版、電視劇皆登場。 |
| 清田 梨奈 きよた りな           | 藤井武美   | 電影版登場。           |
| 久保田 菜菜 くぼた なな         | 山本愛莉   | 電影版登場。           |
| 佐藤 真優 さとう まゆ           | 綾乃美花   | 電影版登場。           |
| 白井 聰美 しらい さとみ         | 松岡茉優   | 電影版登場。           |
| 芹澤 理沙子 せりざわ りさこ     | 塚田帆南   | 電影版登場。           |
| 高橋 柚香 たかはし ゆずか       | 菅野莉央   | 電視劇登場。           |
| 塚原 悠希 つかはら ゆうき       | 山崎紘菜   | 電影版登場。           |
| 永井 亞由美 ながい あゆみ       | 伊藤沙莉   | 電影版登場。           |
| 林 美穂 はやし みほ             | 藤本七海   | 電影版登場。           |
| 星田 亞衣 ほしだ あい           | 岸井雪乃   | 電影版登場。           |
| 三田 彩音 みた あやね           | 山谷花純   | 電影版登場。           |
| 横田 沙織 よこた さおり         | 三浦透子   | 電影版登場。           |
| 吉田 桃子 よしだ ももこ         | 兼尾瑞穂   | 電影版登場。           |
| 2年4班男學生                    |            |                        |
| 夏越 雄一郎 なごし ゆういちろう | 淺香航大   | 電影版登場。           |
| 蓼沼 將大 たでぬま まさひろ     | KENTA      | 電影版、電視劇皆登場。 |
| 前島 雅彥 まえじま まさひこ     | 林遣都     | 電影版登場。           |
| 有馬 透 ありま とおる           | 磯村洋祐   | 電影版登場。           |
| 伊佐田 直樹 いさだ なおき       | 宮里駿     | 電影版、電視劇皆登場。 |
| 泉 哲也 いずみ てつや           | 武田一馬   | 電影版、電視劇皆登場。 |
| 加藤 拓人 かとう たくと         | 荒井敦史   | 電影版、電視劇皆登場。 |
| 木下 聰 きのした さとし         | 中島廣稀   | 電影版登場。           |
| 佐佐木 涼太 ささき りょうた     | 鈴木龍之介 | 電影版登場。           |
| 塩見 大輔 しおみ だいすけ       | 横山涼     | 電影版登場。           |
| 鈴木 章 すずき あきら           | 竹內壽     | 電影版登場。           |
| 高木 翔 たかぎ かける           | 西井幸人   | 電影版登場。           |
| 田尻 幸夫 たじり ゆきお         | 藤原薰     | 電影版登場。           |
| 坪内 匠 つぼうち たくみ         | 堀越光貴   | 電影版登場。           |
| 中村 尚志 なかむら ひさし       | 米本來輝   | 電影版登場。           |
| 鳴瀨 修平 なるせ しゅうへい     | 永瀨匡     | 電影版、電視劇皆登場。 |
| 松本 弘 まつもと ひろし         | 工藤阿須加 | 電影版登場。           |
| 山口 卓馬 やまぐち たくま       | 岸田達也   | 電影版登場。           |
| 脇村 肇 わきむら はじめ         | 秋山遊樂   | 電影版登場。           |
| 渡會 健吾 わたらい けんご       | 尾關陸     | 電影版登場。           |

## 出版書籍
單行本
2010年7月30日由文藝春秋發行。
- 上 ISBN 978-4-16-329380-6
- 下 ISBN 978-4-16-329520-6

新書版
2011年11月15日由文藝春秋發行。收錄「秘密」及「アクノキョウテン」兩篇新篇。
- ISBN 978-4-16-380980-9

文庫版
2012年8月10日由文春文庫發行。收錄上記2篇。
- 上 ISBN 978-4-16-783901-7
- 下 ISBN 978-4-16-783902-4

繁體中文版
2013年3月27日由新經典文化發行。
- 上：ISBN 978-986-88854-4-8
- 下：ISBN 978-986-88854-5-5

简体中文版
2013年9月25日由上海青马图书发行，现代出版社出版。
- 上、下：ISBN 978-7-5143-1597-4

## 漫畫
2012年5月7日於講談社漫畫雜誌《good!Afternoon》上開始連載，作者為烏山英司。內容大體上忠實地重現原作。
| 卷數 | 講談社        | 講談社                 | 尖端出版社     | 尖端出版社             |
| 卷數 | 發售日期      | ISBN                   | 發售日期       | EAN / ISBN             |
| ---- | ------------- | ---------------------- | -------------- | ---------------------- |
| 1    | 2012年10月9日 | ISBN 978-4-06-387844-8 | 2015年6月16日  | EAN 471-7702-26676-9   |
| 2    | 2013年2月7日  | ISBN 978-4-06-387873-8 | 2015年6月16日  | EAN 471-7702-26677-6   |
| 3    | 2013年6月7日  | ISBN 978-4-06-387893-6 | 2015年9月4日   | EAN 471-7702-26740-7   |
| 4    | 2013年11月7日 | ISBN 978-4-06-387933-9 | 2015年12月18日 | ISBN 978-957-106-395-9 |
| 5    | 2014年3月7日  | ISBN 978-4-06-387961-2 | 2016年1月13日  | ISBN 978-957-106-396-6 |
| 6    | 2014年8月7日  | ISBN 978-4-06-387982-7 | 2016年3月14日  | ISBN 978-957-106-529-8 |
| 7    | 2014年12月5日 | ISBN 978-4-06-388016-8 | 2016年5月16日  | ISBN 978-957-106-639-4 |
| 8    | 2015年5月7日  | ISBN 978-4-06-388054-0 | 2016年6月7日   | ISBN 978-957-106-686-8 |
| 9    | 2015年9月7日  | ISBN 978-4-06-388080-9 | 2016年7月5日   | ISBN 978-957-106-786-5 |

## 電影
2012年11月10日，東寶公開的暴力、恐怖電影。監督三池崇史，主演伊藤英明。R15+指定。
2012年11月10、11日第一天第二天收入2億9,894萬5,000日元，人數21萬5,059人，電影出席排名（興行通信社調查）初登場第2位。

### 演員卡司
主要角色參考登場人物。以下角色只在電影版登場。
- 刑事：矢島健一
- 醫務室老師：小島聖
- 刑事的部下：橋本一郎
- 教師：貴志祐介

### 製作人員
- 劇本、導演：三池崇史
- 原作：貴志祐介（文藝春秋刊）
- 音樂：遠藤浩二
- 製作：市川南
- 執行製片：山内章弘
- 企劃、製作：臼井央
- 製片人：東幸司、坂美佐子、森徹
- 執行監製：今井朝幸
- 製作統括：金澤清美
- 攝影：北信康
- 美術：林田裕至、佐久嶋依里
- 錄音：中村淳
- 照明：渡部嘉、佐藤宗史
- 裝飾：坂本朗
- 編集：山下健治
- 助理導演：原田健太郎
- 製作擔當：竹岡實
- 顧問：前田勇彌
- 音響效果：柴崎憲治
- 特殊造形：松井祐一
- 特技協調：辻井啓伺
- 鑄件：大洲紗羽子
- 製作發行：東寶株式會社、OLM
- 企劃協力：文藝春秋
- 發行：東寶株式會社
- 製作：「惡之教典」製作委員會（東寶、電通、文藝春秋、OLM、A-team（日语：A-team (芸能プロダクション)）、日本出版販售（日语：日本出版販売））

### 主題歌
- THE SECOND from EXILE「THINK 'BOUT IT!」

### 劇中歌
- Bertolt Brecht 「Die Moritat von Mackie Messer」（MACK THE KNIFE德文原版）
- 艾拉·費茲潔拉「MACK THE KNIFE」
- Big Band「MACK THE KNIFE」
- SUPER☆GiRLS「南風パヤパヤ」
- BACK-ON「Ice cream」

### 外景拍攝地
- 舊神奈川縣立三崎高等學校（日语：神奈川県立三崎高等学校）（校内的景色）
- 舊静岡縣立長泉高等學校（日语：静岡県立長泉高等学校）（操場的景色）
- 山梨縣内的廢屋（蓮實的家）

## 電視劇
『惡之教典－序章－』為還未上映的電影作的前置作業，2012年10月15日播出，全4話的衍生作品。10月19日發行DVD。三池崇史監修，野本史生監督。在這個作品中描寫電影版的約3個月前，是以小說收錄的故事為基礎構成的原創故事。

### 演員卡司
- 蓮實聖司：伊藤英明
- 水落聰子/釣井圭子：中越典子
- 灘森正男：岩了
- 園田勲：高杉
- 田浦潤子：高岡早紀
- 釣井正信：吹越滿

### 製作人員
- 原作：貴志祐介（文藝春秋刊）
- 音樂：遠藤浩二
- 監修：三池崇史
- 監督：野本史生
- 脚本：渡邊千穂
- 主題歌：THE SECOND from EXILE「THINK 'BOUT IT!」
- 製作：柳崎芳夫
- 演出：冨久尾俊之
- 製片人：臼井央・東幸司・坂美佐子・森徹
- 製作生產：東寶・東寶電影・OLM
- 製作・著作：BeeTV

### 標題
※括弧内為撥出時的標題、DVD沒有提到。
| 話數       | 播放日         | 日文標題   |
| ---------- | -------------- | ---------- |
| #1 (第1話) | 2012年10月15日 | 理想の教師 |
| #2 (第2話) | 2012年10月21日 | 予兆       |
| #3 (第3話) | 2012年10月29日 | 疑惑       |
| #4 (第4話) | 2012年11月5日  | 潜む悪     |

### 特典映像
DVD
- 『惡之教典－序章－』製作映像
- 『惡之教典－序章－』BeeTV預告編
- 電影『惡之教典』推銷映像

出租DVD
- 電影『惡之教典』預告篇
- 電影『惡之教典』推銷映像

## 資料來源
1. ↑  因中華人民共和國出版物審查制度，簡中版譯名改為《蓮實的課堂》。
2. ↑  . 読売新聞. 2012-03-06  [2012-04-02]. （原始内容存档于2012-09-02）.
3. ↑  『のぼうの城』勢い衰えずV2！過激なR15作品『悪の教典』は2位初登場！ （页面存档备份，存于）シネマトゥデイ 2012年11月13日

## 外部連結
- 『惡之教典』著者採訪
- 『惡之教典』特設網站 （页面存档备份，存于）
- 講談社 - 惡之教典 簡介
- 電影『惡之教典』公式網站
- 電視劇「惡之教典-序章-」公式網站